# 1676 год в науке
В 1676 году произошли различные научные и технологические события, некоторые из которых представлены ниже.

## События

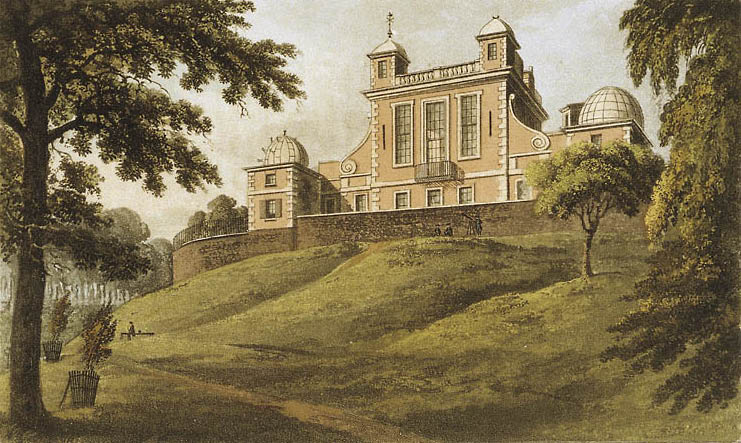
Гринвичская обсерватория в 1824 г.

- Летом завершилось строительство Гринвичской обсерватории, проект которой разработал Кристофер Рен, и первый Королевский астроном Джон Флемстид приступил к работе[1].
- 7 декабря датский астроном Оле Рёмер получил первую опытную оценку скорости света, наблюдая в разное время года затмения спутников Юпитера. Согласно Рёмеру, скорость света составляет 140000 миль в секунду (что соответствует 220000 км/с, погрешность около 25 %)[2].

## Публикации
- Левенгук, Антони ван сообщил в своей серии статей для журнала «Philosophical Transactions of the Royal Society.» об открытии бактерий.
- Английский натуралист Джон Рей посмертно издал труд натуралиста и путешественника Фрэнсиса Уиллоби «Орнитология». С этой книги начинается научная орнитология[3][4].
- Николас Меркатор, трактат «Institutiones astronomicæ»..
- Английский естествоиспытатель Роберт Гук зашифровал открытый им закон упругости в виде анаграммы: ceiiinosssttuv, которую два года спустя (1678 год) раскрыл в виде «Ut tensio sic vis» (Какова сила, таково и смещение)[5][6].

## Родились
См. также: Категория:Родившиеся в 1676 году
- 28 мая — Якопо Франческо Риккати (умер в 1754 году), итальянский математик, разработавший классические методы решения дифференциальных уравнений.

## Скончались
См. также: Категория:Умершие в 1676 году
- 25 мая — Иоганн Ран (род. в 1622 году), швейцарский математик, ученик Джона Пелла.